# Вербловский, Рафаэль Иегуда
Рафаэль Иехуда Цви Вербловски (ивр. רפאל יהודה צבי ורבלובסקי‎;
1924, Франкфурт-на-Майне, Германия — 9 июля 2015, Иерусалим) — израильский учёный-религиовед, специалист по сравнительному религиоведению и диалогу между религиями. Декан факультета гуманитарных наук Еврейского университета в Иерусалиме, генеральный секретарь и вице-президент Международной ассоциации истории религий, вице-президент Международного совета по философии и гуманитарным наукам ЮНЕСКО. Лауреат премии ЭМЕТ в области гуманитарных наук (2005), кавалер японского ордена Восходящего солнца (2009).

## Биография
Р. И. Цви Вербловски родился в 1924 году во Франкфурте и в конце 1930-х годов иммигрировал в подмандатную Палестину, где он учился в иешивах (в том числе в знаменитой Поневежской иешиве), а в 1945 году окончил первую степень в Лондонском университете. По окончании Второй мировой войны Вербловски работал в сиротском приюте в Нидерландах, готовя переживших Холокост еврейских детей к отправке в Палестину. В 1951 году защитил докторат в университете Женевы.
После получения степени доктора философии Вербловски пять лет преподавал в Англии (Манчестер и Лидс), после чего переехал в Израиль. Там он стал одним из создателей отделения сравнительного религиоведения в Еврейском университете в Иерусалиме. С 1965 по 1969 год он занимал пост декана факультета гуманитарных наук в Еврейском университете, после этого продолжая преподавать там до выхода на пенсию в 1980 году. Вербловски также выступал в качестве приглашённого преподавателя во многих ведущих университетах мира.
В 1958 году Цви Вербловски основал в Иерусалиме Израильский межрелигиозный комитет, а позже — клуб «Радуга», служащий площадкой для диалога иудейских, христианских и мусульманских интеллектуалов. С 1975 по 1985 год Вербловски был генеральным секретарём, а на протяжении следующего десятилетия — вице-президентом Международной ассоциации истории религий. С 1984 по 1988 год он занимал пост вице-президента Международного совета по философии и гуманитарным наукам ЮНЕСКО. На протяжении многих лет Вербловски был редактором научного журнала Numen, посвящённого истории религий. Он входил в редакционную коллегию «Энциклопедии еврейской религии».
В 2005 году профессор Вербловски был удостоен премии ЭМЕТ, присуждаемой Фондом развития науки, искусства и культуры в Израиле, за свой вклад в изучение религии как явления в различных культурах и за развитие исследований религий в Израиле, а также за усилия в области продвижения диалога между религиями, толерантности и взаимопонимания между религиозными общинами в Израиле и мире. В 2009 году он был произведён в кавалеры Ордена восходящего солнца на нашейной ленте за свой вклад в развитие японистики в Израиле и развитие академических контактов межды Японией и Израилем. Он умер в июле 2015 года.

## Научная деятельность
Цви Вербловски привлёк к себе внимание как к учёному, когда в 1952 году вышла основанная на его докторской диссертации книга «Люцифер и Прометей: Этюд о Сатане Милтона». Темой книги была замеченная им схожесть атрибутов Сатаны и титана Прометея в поэме «Потерянный рай» Мильтона. Предисловие к этой монографии было написано Карлом Густавом Юнгом.
В дальнейшем работа Вербловски затрагивала разнообразные культуры и религии, в его публикациях фигурировал спектр тем от половой жизни аборигенов островов Тробриан до новых религий Японии, с которыми он первым познакомил израильского читателя. В поле его внимания часто находились сравнительные характеристики религий (иудейский и христианский мистицизм, католическое и буддийское монашество), а также точки пересечения религии и философских концепций, в частности психоанализа. Его неизменная позиция заключалась в том, что для понимания аспектов религии следует рассматривать их не просто в контексте, но и в сравнении со «схожими» явлениями. Ещё одним элементом научного мировоззрения Вербловски была убеждённость в том, что религиоведение — исторически продукт христианской теологии — должно дистанцировать себя от теологической методологии, чтобы развиваться; эту точку зрения он отстаивал неизменно начиная с 1960 года.
Цви Вербловски был продуктивным автором: когда в 1987 году в свет вышел его сборник «Festschrift, Gilgul: Эссе о трансформации, революции и постоянстве в истории религий», в прилагаемой библиографии издатели уже насчитали 135 его работ. Среди публикаций, которые в некрологе Вербловски названы наиболее важными:
- «Йосеф Каро, законник и мистик» — об авторе галахического кодекса «Шулхан арух» (1960, Оксфорд)
- английский перевод книги Гершома Шолема «Шабтай Цви, мистический мессия» (1973, Принстон)
- «За рамками традиции и современности: Изменяющиеся религии в изменяющемся мире» (1976; книга составлена на основе материала Джордановских лекций, прочитанных в лондонской Школе восточных и африканских исследований)
- «Торный путь науки: Жизнь и труды Я. Я. М. де Грота[англ.]» (2002; биография видного нидерландского синолога и историка религии).